# Лесное (Тростянецкий район)
Лесное (укр. Лісне) — посёлок,
Криничненский сельский совет,
Тростянецкий район,
Сумская область,
Украина.
Код КОАТУУ — 5925083902. Население по переписи 2001 года составляло 169 человек .

## Географическое положение
Посёлок Лесное находится на левом берегу безымянной речушки,
выше по течению на расстоянии в 1 км расположено село Машково,
ниже по течению на расстоянии в 1,5 км и на противоположном берегу расположен город Тростянец.
Рядом проходят автомобильные дороги Н-12 и Т-1913.